# Tibor Jančula
Tibor Jančula (ur. 16 czerwca 1969 w Bernolákovie) – słowacki piłkarz, grający na pozycji napastnika, a także przedsiębiorca i polityk.

## Życiorys
W trakcie kariery sportowej, którą zakończył w 2004, występował zarówno w klubach słowackich, jak i zagranicznych. Grał m.in. w takich zespołach jak DAC 1904 Dunajská Streda, Viktoria Žižkov, Casino Salzburg czy Slovan Bratysława. Między 1995 a 2001 wystąpił 29 razy w reprezentacji Słowacji, zdobywając łącznie 9 goli.
Zajął się następnie prowadzeniem własnej działalności gospodarczej. W 2016 z ramienia Słowackiej Partii Narodowej objął mandat posła do Rady Narodowej.